# Verrerie en Nord-Pas-de-Calais-Picardie

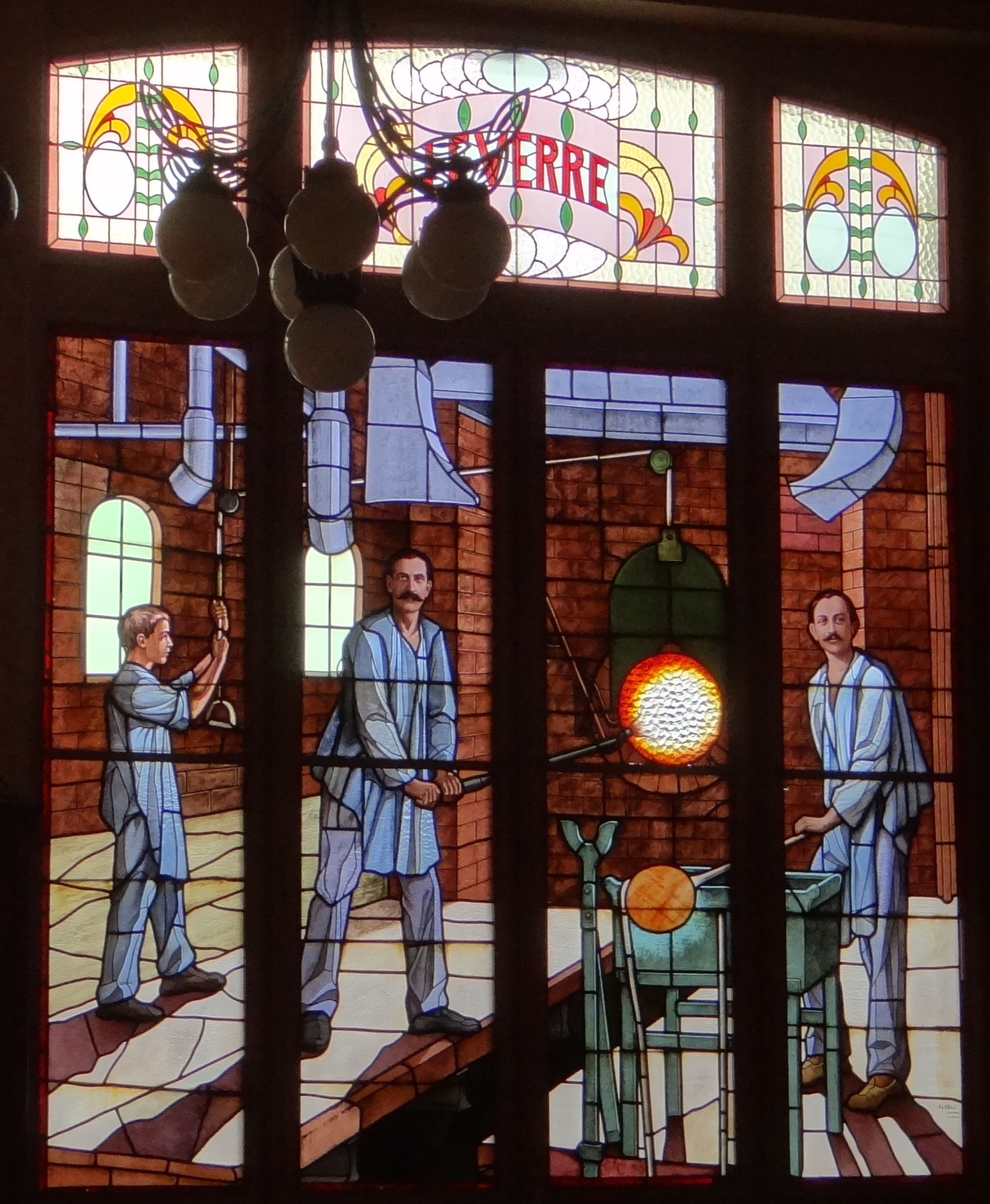
Vitrail d'Alfred Labille en la salle du conseil de la mairie d'Aniche

L'activité de verrerie en Nord-Pas-de-Calais remonte à l'année 1599. Il en reste toujours sept en activité en 2014, trois musées ou centre de mémoire consacrés au thème du verre.
Les verreries toujours en activité produisent des arts de la table, des flacons de parfum, des bouteilles, des pare-brises, du verre à vitres et de la fibre optique.

## Contexte historique

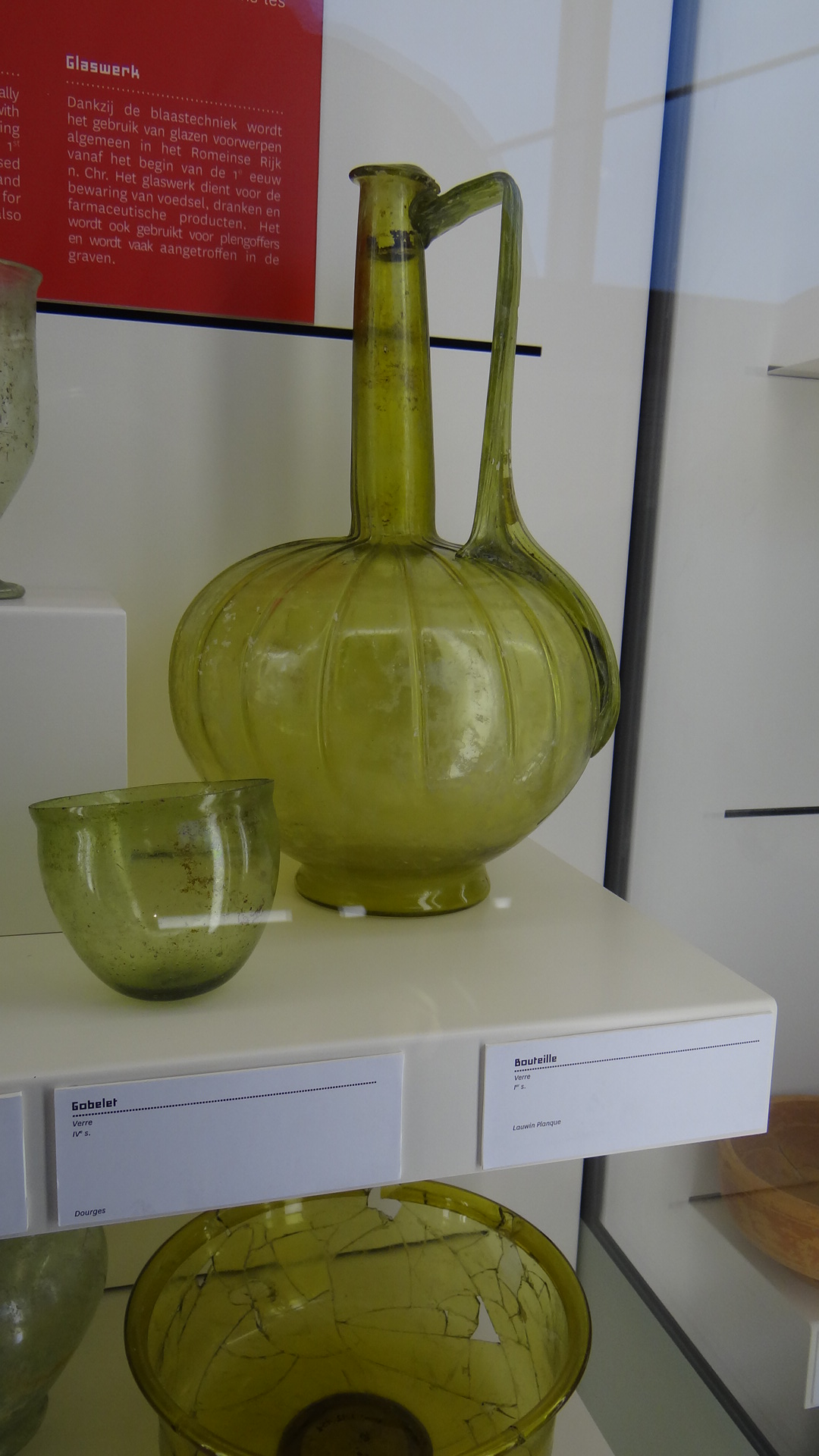
Vase de Lauwin-Planque du Ier siècle - Collection du musée archéologique Arkéos

Dès les premiers siècles, la verrerie est présente dans la région comme le confirme, lors de fouilles archéologiques, la découverte du vase de Lauwin-Planque datant du Ier siècle et la présence d'un four verrier du IIe ou IIIe siècle un peu plus au sud, en Champagne, à Reims Il s'agissait certainement du verre de Phénicie venu sous forme de pâte de verre et utilisé comme de lest en fond de bateau, transporté et refondu sur place . L'industrie du verre était une caractéristique importante de l'artisanat phénicien, le travail des matières vitreuses s'étant développé depuis l'âge du bronze en Syrie et au Levant, d'autant plus que le silicate de calcium servant à la réalisation de la pâte de verre est abondant dans les sables des plages du Liban.
La première verrerie est installée dans le Nord à Fourmies en 1599.
Par la suite, les plans ambitieux de Jean-Baptiste Colbert, ministre des Finances de Louis XIV visaient à donner à la France l'autosuffisance pour les arts et manufactures, afin de satisfaire la demande domestique en produits de luxe, ce qui avait pour effet de servir la gloire du roi et de renforcer l'économie du pays. Colbert s'est ainsi intéressé aux verres et miroirs, une industrie monopolisée par la république de Venise qui exportait le verre de Venise dans toute l'Europe. Or l'importation de ces verres était coûteuse (30 000 livres or par an), si bien que Colbert fit espionner les verriers vénitiens et parvint à en faire venir (leur promettant argent, exemption d'impôts et femmes) mais ces derniers furent empoisonnés au mercure utilisé pour la fabrication de la galerie des Glaces. Colbert établit donc par lettre patente, entre autres projets, en octobre 1665, la Manufacture royale de glaces de miroirs à Saint-Gobain.
Gédéon Desandrouin, maître verrier dans le Clermontois et officier de Louis XIV, est installé en Belgique après la prise de Charleroi (1667) lors de la guerre de Dévolution. Il y fera fortune puis exploitera les premiers gisements de charbon à grande échelle sur le territoire français afin d'alimenter ses verreries que son fils Jean-Jacques Desandrouin transformera en 1757 en Compagnie des mines d'Anzin, alors la plus grande entreprise industrielle d'Europe.
En 1675, la verrerie d'Anor est fondée à proximité de la forêt de Mormal fournissant le bois nécessaire à la fusion de la silice. La verrerie d'Anor est l'une des plus anciennes de la région desservant tout le Hainaut.
Marc-Antoine Morel déclarait, en 1732 et pour fonder sa verrerie à Dunkerque, avoir trouvé le secret d'utiliser le charbon de terre au lieu du charbon de bois utilisé jusqu'alors pour fondre la silice,,
En 1774 le bois devient rare et très cher les verreries de Fresnes, Fourmies et Anor ne brûlaient que du bois. Les premiers maîtres-verriers à rechercher la houille de terre furent les Désandrouins mais les recherches furent difficiles car la houille de terre n'affleurait pas dans la région.
Par la suite avec la découverte de la houille, par exemple à Aniche, le 16 septembre 1778, à la Fosse Sainte-Catherine - Saint-Mathias de la Compagnie d'Aniche du Marquis de Trainel l'industrie verrière se développe à Aniche à partir de 1813-1823, grâce à l'énergie de la houille de terre exploitée à proximité et la mise à disposition gratuitement du réseau ferré de la Compagnie d'Aniche pour l'amenée des matières premières et l'envoi des produits finis.
En 1789, il n'existait que 7 verreries dans le département du Nord dont 4 en verres noirs Dunkerque, Lille, Anor, Douai et deux l'une en verre noir l'autre en verre à vitres à Fresnes avec le même directeur et une de verre blanc à Fourmies
« La moitié des dames-jeannes et le tiers des flacons qui sortaient de celles de Dunkerque, Lille, Douai et Fresnes étaient embarqués pour les colonies françaises d'Amérique. […] ». Ces verreries royales, avant la révolution, étaient privilégiées : elles jouissaient particulièrement de l'exemption de tout droit sur les matières premières (et) les boissons des ouvriers. On ne pouvait pas sans un arrêt du Conseil d'État en établir d'autres dans le rayon de douze lieues.
De nombreuses verreries ouvrières verront le jour à partir de 1848 après la création des ateliers sociaux. Les ateliers sociaux étaient une proposition économique et industrielle pour la France, développée par Louis Blanc dans L'Organisation du travail (1839) et qu'il mit en pratique lorsqu’il fut président de la commission du Luxembourg après la Révolution française de 1848.
Le gouvernement provisoire publie un décret rédigé à la hâte par Louis Blanc garantissant le droit au travail.
Vers 1860 la France exportait les trois quarts de sa production verrière avec une prohibition des productions étrangères. À l'occasion du traité de commerce avec l'Angleterre la prohibition évoluera vers un droit d'import modéré
En 1863, les patrons d'Aniche résolurent de mettre fin au privilège des verriers de sang, ce qui entraîna des grèves d'octobre à novembre.
« Le gouvernement provisoire de la République s'engage à garantir l'existence des ouvriers par le travail. Il s'engage à garantir le travail […] à tous les citoyens. Il reconnaît que les ouvriers doivent s'associer entre eux pour jouir du bénéfice légitime de leur travail. »
Werner von Siemens met au point les premiers fours à gaz et F. Siemens invente en 1872 les fours à bassin pouvant produire 80 tonnes de verre par jour en travail continu. Les fours Siemens apporte une baisse de 35 % en consommation de combustible
En 1894-1895 « en raison du prix élevé de la main-d'œuvre en France, il est devenu difficile aux verreries à vitres de travailler pour l'exportation. L'Amérique, qui offrait, il y a quelques années, des débouchés importants, a développé chez elle l'industrie du verre et arrive aujourd'hui à suffire à sa consommation.
Les verriers sont donc obligés d'écouler exclusivement leurs produits en France. En outre, par suite de la construction des fours à bassin, ils fabriquent environ un quart de verre en trop. Ne pouvant exporter ce surcroît de produits, ils ont dû chômer pendant trois à quatre mois. » Des grèves se déclenchent alors à Marchiennes, Fresnes, Escautpont Dans le but d'abréger ce chômage, l'Union des verreries à vitres du Nord, dont le siège est à Valenciennes, propose aux ouvriers une réduction de salaire de 15 % pour les souffleurs et de 6 % pour les autres ouvriers, pour les marchandises destinées à l'exportation. Les verreries d'Aniche conserveront les anciennes conditions, celles de Marchiennes licencieront 150 verriers.

## Mission bassin verrier
La mission du bassin verrier de la région Nord a pour but de recenser le patrimoine verrier, tel la Mission Bassin minier, et d'apporter le développement d'activités scientifiques, économiques et touristiques, de créer Euraverre, un pôle d'excellence économique et scientifique sur les exemples d'EuraTechnologies, d'Eurasanté ou Eurartisan.

## Fêtes de Saint Laurent

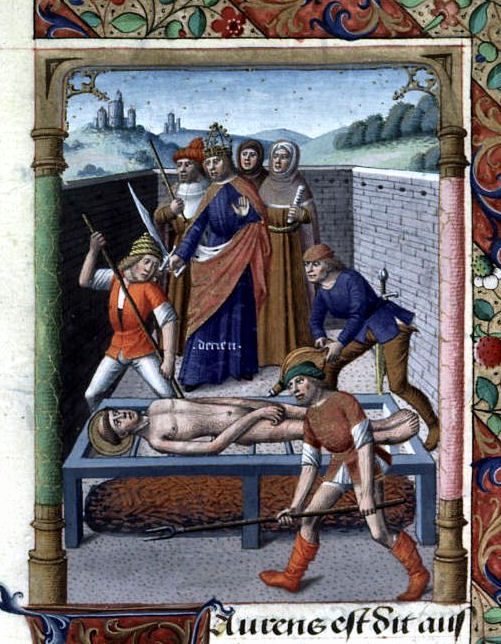
Le supplice de saint Laurent sur le gril

Saint Laurent est le saint patron des verriers pour son martyre sur le gril[Quoi ?] qui date du 10 août 258.
Dans la région, Aniche fête la saint-Laurent le week-end le plus proche du 10 août, tandis qu'à Trélon il est fêté le dernier week-end d'août.

### Fêtes de Saint Laurent d'Aniche

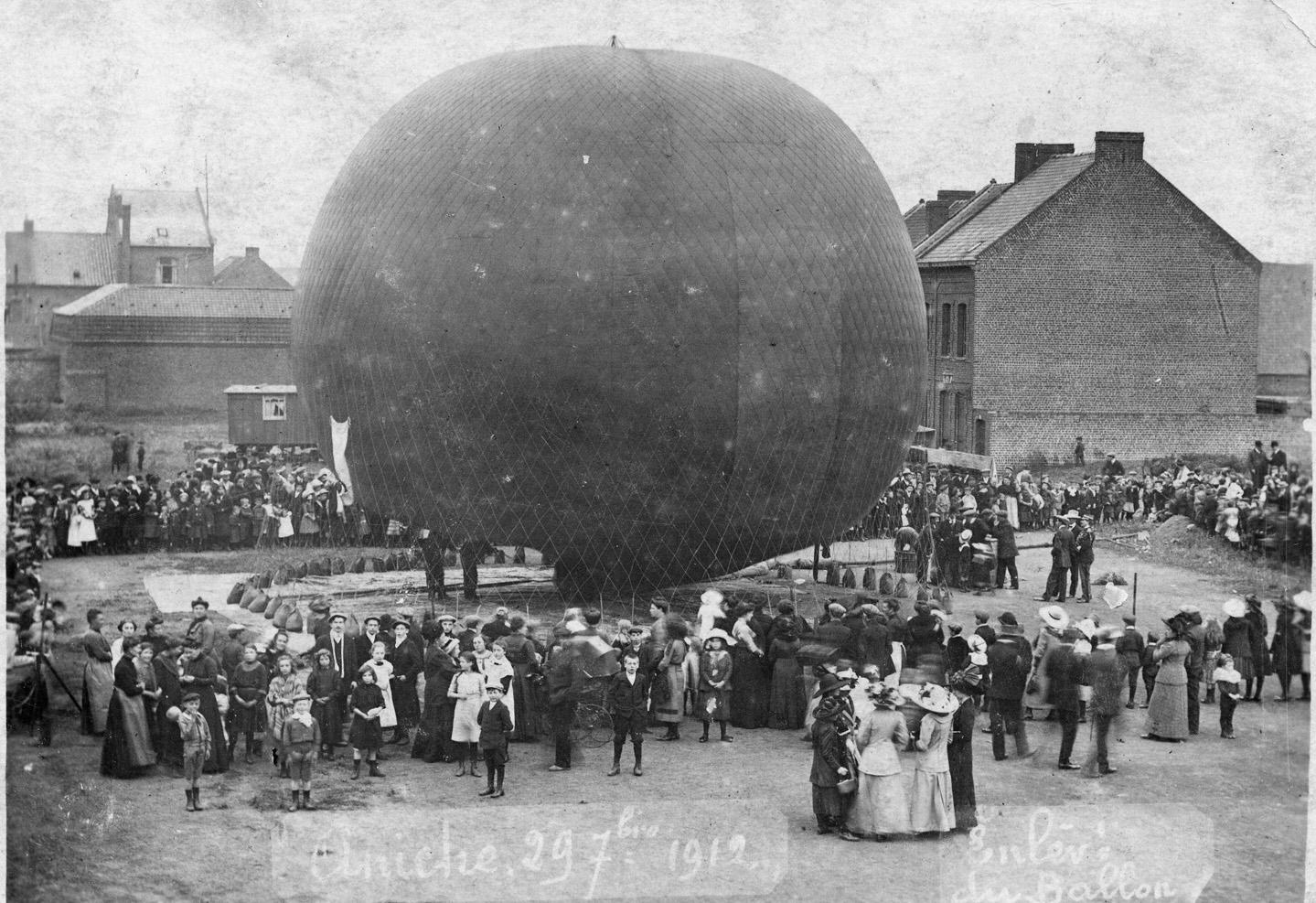
Saint Laurent- fête des verriers le 29-7-1912

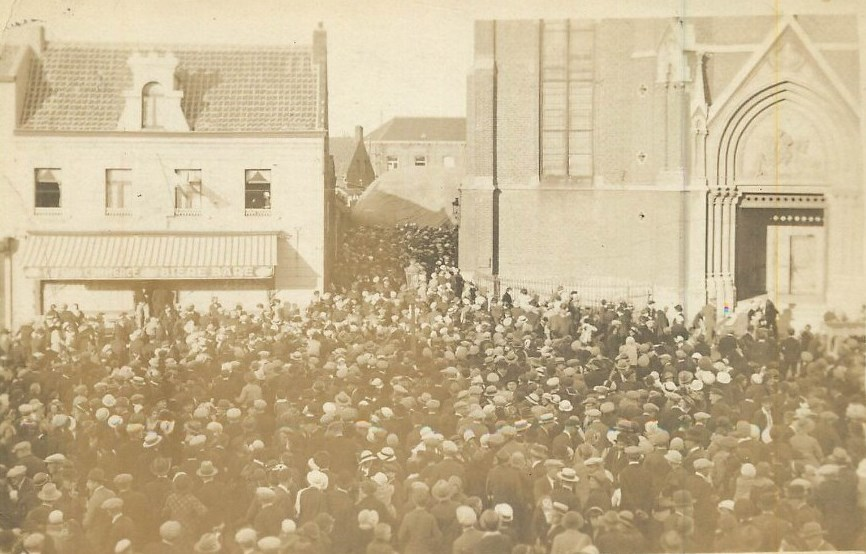
Tombée du ballon lors de la fête de la Saint-Laurent à Aniche

À Aniche, la fête est marquée par 21 coups de canon le matin à 8 heures. Elle existe depuis 1870 et sans discontinuité depuis 1946, puis un grand prix cycliste et l'envol d'une montgolfière depuis 1910 en fin d'après-midi.

## Verreries en activité
Sept verreries étaient toujours en activité en 2014, dans diverses spécialités, la fibre optique, les arts de la table, le flacon de parfum, la bouteille, le parebrise, etc.
- Arc International fondée en 1825 à Arques
- Saverglass site de Arques[8], site de Feuquières[9]
- Saint-Gobain, La Verrerie d'en haut fondée en 1823 à Aniche
- AGC , Verrerie d'en bas fondée en 1813 ou 1823 à Aniche
- Verrerie de Masnières fondée en 1815
- Verrerie Franco-Belge[10] aujourd'hui verrerie Owens Illinois d'une capacité de mille bouteilles par minute à Wingles[11]
- Glaces de Boussois à Boussois, exploitée en 2018 par AGC Glaces, filiale belge d'un groupe japonais[12]
- Draka Comteq à Douvrin depuis 1991 fabrique de la fibre optique[13],[14]
- SGD; ex Saint-Gobain Desjonquéres; à Saint-Quentin-la-Motte-Croix-au-Bailly[15]

## Musées consacrés au thème du verre
- Musée du verre de Sars-Poteries
- Musée-atelier du verre de Trélon
- Centre de mémoire de la Verrerie d'en haut à Aniche
- Musée de la mémoire verrière à Boussois

## Verreries disparues
- Verrerie Coez, Mathieu, Leroy & Cie (1856-1918) à Abscon[h 9]
- Verrerie coopérative ouvrière d'Aniche fondée en 1901
- Verreries Sainte-Catherine fondée en 1847 à Aniche
- Verrerie Saint-Martin fondée en 1852 à Aniche
- Verrerie de l'Union fondée en 1865 à Aniche
- Verrerie Hayez fondée en 1873 à Aniche
- Verrerie de la gare fondée en 1898 à Aniche
- Verrerie Saint-Albert était située rue du Marais actuelle rue Apollinaire-Gaspart à Aniche est donc le directeur était M. Magin[h 10],[h 11]
- Verreries d'Anor fondée en 1675[h 12],[h 13],[h 14]. Sa principale activité était la fabrication de bouteilles pour le Champagne[h 5] dont Veuve Cliquot.
- verrerie d'Anzin[h 15] autorisée au marquis de Désandrouin[h 16]
- verrerie du pont-de-la-Redoute Guyot et Cie à Arleux[h 17]
- Verrerie des sept écluses fondée en 1815 sur le canal de Neufossé près de l'ascenseur à bateaux des Fontinettes à Arques[16].
- Verrerie Lacouture-Marchant (1856-) à Arras[h 18]
- Verreries Caton fondée en 1860 à Auberchicourt
- Verrerie de Bruay à Bruay-sur-l'Escaut fondée en 1829[h 19] fusionné en 1921 avec la verrerie de Saint-Just.
- Verrerie Houtart de Denain fondée en 1870[17]
- Verrerie de Bacquehem fondée en 1788 à Douai
- Verrerie Chappuy fondée en 1842 à Frais-Marais Douai
- Verreries de Dunkerque, verrerie Morel du Hillaume, verrerie Meurillon puis malterie Becuwe-Ravinet, rue de la Verrerie à Dunkerque[18]
- verrerie d'Escautpont[h 20]
- verrerie Machut à Fenain[h 21]
- verrerie de Fresnes du sieur Pierre Desandrouin-Desnoëlles (18 mars 1717)[h 22]. Cette verrerie deviendra la verrerie Renard & Cie en 1830[19].
- Verreries de Fourmies fondées à partir de 1599. Elle de viendra la Société en nom collectif Mulat, Legrand, Macaigue et d'Hinzelin, expl. d'une verrerie en bouteilles, à Fourmies, devenue Mulat, Legrand et Cie. 13 juin et 6 juillet 1891[h 23],[h 1]
- verrerie de Glageon fondée en 1901[20]
- Glacerie de Jeumont[h 7]
- verrerie d'Hardinghen[h 24]
- Verrerie Darche puis peinture Leroux, 36 rue de l'Abattoir à Hautmont[21]
- verrerie Beauvois à Hénin[22]
- Verrerie de Sambreton Durant puis Larose puis Lionne et Cie puis Sonovera à Landrecies
- Verrerie de Lille[h 5]
- Verrerie Sainte-Rictrude[23] ou Société Hubert, Haydin & Cie[h 25] de Marchiennes
- Verrerie à Bouteilles Léquipart, Gonez & Cie (1856-) à Neuville-sur-Escaut[h 26]
- Glacerie de Recquignies[h 7]
- Verrerie vitres, blanc, demi-blanc Lefebvre & Cie (1856-) à Râches[h 27]
- verrerie de Rety[h 28]
- verrerie Imbert & Duponchel de Sars-Poteries[h 29]
- Verreries Carpentier-Mancel de Saint-Martin-au-Laërt autorisée par décret royal le 5 février 1823 pour une verrerie à bouteilles composée d'un four à 8 creusets au profit de Carpentier-Mancel[h 30]
- Verreries de Somain et Villers[h 31]
- Verreries de Trélon En milieu du XIXe siècle subsistent deux verreries à Trélon : la verrerie gobeleterie H. Godart-Desmaret[h 32] et la verrerie à bouteilles de champagne Collignon et fils[h 33]

## Matières premières verrières
- La houille du bassin minier du Nord-Pas-de-Calais a apporté l’énergie nécessaire à la fusion de la silice. En 1790 la Compagnie des mines d'Anzin fournissaient la houille aux verreries de Fresnes, Douai, Lille, Dunkerque et deux des six verreries de l'Avesnois[h 34].
- L'argile notamment de Desvres était réfractaire avec sa tenue en fer. Elle servait à la confection de pots réfractaires pour Saint-Gobain entre autres[h 35].
- Le sable du Mont-Ecouvré à Raches pour le verrerie de Douai au XVIIIe siècle[h 5].
- L'osier pour la protection des dames-jeannes provenait d'Aires ou d'Hesdin[h 5].

## Ententes verrières et Comptoirs
Dans le Nord, les ententes furent tardives; il y eut, à partir de 1884, une succession de comptoirs groupant des verreries.
À l'Agence générale des verreries à bouteilles du Nord fondée en 1883 a succédé, de 1889 à 1897, le Comptoir des verreries à bouteilles ; dissout à la suite du retrait d'une importante verrerie, il est remplacé en 1899 par l'Association des verreries à bouteilles du Nord
En 1889 le comptoir des verreries de bouteilles du Nord et le comptoir des verreries à vitres du Nord s'installent à Somain
Les ententes continuent ainsi en 1949 les Verreries de Carmaux (62 millions) et les Verreries d'Aniche (300 millions), obligent tout acheteur à passer par le « Comptoir des Glaces » qui dépend de Saint-Gobain et des Glaces du Nord de la France

## Syndicat verrier

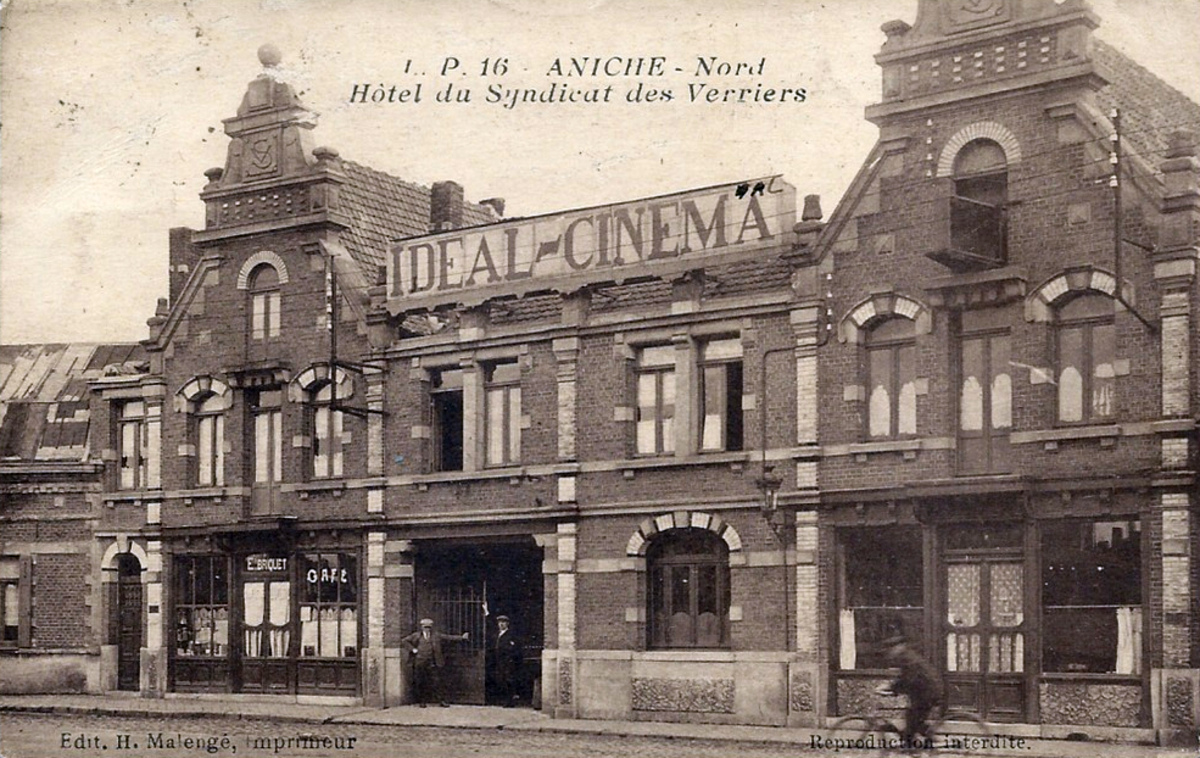
L'hôtel du syndicat des verriers à Aniche démoli en 1993.

Inaugurée en 1902 la maison du peuple d'Aniche deviendra l'hôtel du syndicat national des verriers où sera représenté le 23 novembre 1905 une séance de cinéma publique, il sera démoli en 1993. 
Charles Delzant y publiera pendant une dizaine d'années La Voix des verriers. Il dénoncera le travail des enfants dans les verreries et la condition verrière.

## La voix des verriers

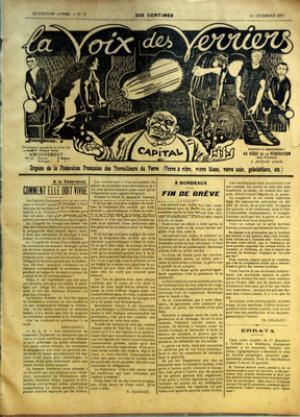
Journal la voix des verriers publié par la C.G.T à Aniche.

À la demande du congrès de verriers à Lyon en 1902, La Voix des verriers est lancée dans les locaux de la fédération du syndicat verrier à Aniche.
La Voix des verriers est un journal mensuel dont la première parution date de mars 1903.
La Voix des verriers dénonce la mortalité des enfants de 30 % à 25 ans. Les porteuses de canons portent trois canons de verre, un sous chaque bras et un sur l'épaule, après plusieurs accidents mortels, l'inspecteur du travail interdit le port de 3 canons. La mise à pied de 30 verriers pour avoir quitté le four à cause des fortes chaleurs, etc.
Grégoire Nicolas, le 12 mai 1904, tombe égorgé à 13 ans par un canon de verre qui se brise. La même année c'est Bourriez dans une autre verrerie. Les canons de verre sont aussi dénommés La guillotine. Le 15 juin 1905, La Voix de verriers relate des enfants travaillant de nuit, s'endormant debout contre les murs et victimes de sévices de leurs aînés.
Charles Delzant dénonce aussi des enfants, apprentis verriers, mis en cellules pour des espiègleries ou peccadilles. Enfants regroupés dans des Bâtarderies encadrés par des padroni. « Les cellules sont faites de telle sorte que le prisonnier doit se tenir debout sans faculté de s'asseoir, fermée par des grilles qui l'hiver laissent passer le froid. Les enfants punis restent toute la nuit en cellule, nourris de pain et d'eau. Ils doivent le lendemain fournir leur quantité de travail ».
L'anarchiste Benoît Broutchoux, opposant à Émile Basly, qu'il considérait comme un traître passé du côté des patrons, organise le 10 septembre 1910 à la fédération du syndicat verrier à Aniche une conférence sur la vie chère. Cette conférence fait suite à une manifestation du 29 août à Billy-Montigny, des manifestantes se rendirent chez un boulanger pour lui imposer leurs tarifs. Ce boulanger sortit une arme à feu et tua un mineur. La réaction des femmes fut très virulente et l'armée dut intervenir pour protéger le boulanger,. À la suite du meeting, Broutchoux, pour les paroles prononcées, François Prade pour avoir jeté des pierres aux gendarmes qui emmenaient Broutchoux, ont été arrêtés,.
L'abbé Lemire, député d'Hazebrouck, reprend les témoignages de Delzant et publie son rapport sur Le Travail de nuit des enfants, dans les usines à feu continu évoquant le travail en verrerie notamment à Arques où des enfants placés par l'abbé Santol sont pires que des prisonniers.
En 1911, Raoul Hancart démissionne du syndicat et de la fédération. La Voix des verriers s’arrête. Il est remplacé par Roger Schneider comme président et Joseph Humez comme secrétaire-trésorier. Roger Schneider est un libertaire connu.
Charles Delzant décrit la condition verrière le 15 juin 1912 dans La Voix de verriers « c'est ce qui nous fait dire qu'au lieu d'enfants ignorants, comme on les prend chez les parents qui ne peuvent les envoyer à l'école, comme on les va chercher en Bretagne, dans les Savoies, en Italie et en Espagne, il faut à l'industrie du verre des jeunes gens ayant un maximum d'instruction primaire et leur faire une éducation particulière sur les dangers du métier, et les nécessités de s'en défendre. […] » et « C'est généralement assis à terre, sur la composition ou sur une brique, au milieu des poussières microbiennes soulevées par le balayeur, que les hommes et les enfants prennent leurs repas. […]. »
La Voix des verriers dans le no 194 du 15 mars 1913 dénonce le travail des fillettes près des fours. « J'ai vu des fillettes de 11 à 18 ans travailler aux fours et si ce travail est pénible pour les garçons il est meurtrier pour les filles »

## Les grandes grèves
En fin XIXe et au début du XXe siècle, de grandes grèves se déclarent :
- De mai à octobre 1894 « en raison du prix élevé de la main-d'œuvre en France, il est devenu difficile aux verreries à vitres de travailler pour l'exportation. L'Amérique, qui offrait, il y a quelques années, des débouchés importants, a développé chez elle l'industrie du verre et arrive aujourd'hui à suffire à sa consommation.

Les verriers sont donc obligés d'écouler exclusivement leurs produits en France. En outre, par suite de la construction des fours à bassin, ils fabriquent environ un quart de verre en trop. Ne pouvant exporter ce surcroît de produits, ils ont dû chômer pendant trois à quatre mois. » Des grèves se déclenchent alors à Marchiennes, Fresnes, Escautpont Dans le but d'abréger ce chômage, l'Union des verreries à vitres du Nord, dont le siège est à Valenciennes, propose aux ouvriers une réduction de salaire de 15 % pour les souffleurs et de 6 % pour les autres ouvriers, pour les marchandises destinées à l'exportation. Les verreries d'Aniche conserveront les anciennes conditions, celles de Marchiennes licencieront 150 verriers.
- des grandes grèves de 1900 verront le syndicat ouvrier verrier fondé sa propre verrerie la verrerie coopérative ouvrière d'Aniche
- du 25 juin au 19 décembre 1901. Les fabricants de verre à vitres du Nord avaient déposé le 18 juin 1901 un nouveau règlement intérieur au conseil des prud'hommes. Ainsi la verrerie de Bruay est frappée de grève, ainsi le 5 août 1901, 42 souffleurs et gamins de la verrerie Hug et Membré à Bruay demandèrent un jour de repos par semaine et, ne l'ayant pas obtenu, abandonnèrent le travail et se solidarisèrent avec leurs collègues des autres verreries régionales[h 43]

## Maladie professionnelle
La condition des ouvriers verriers est très dure. Les joues cassées conséquence du soufflage du verre mais aussi la Syphilis professionnelle des verriers (transmise par les cannes de soufflage qui passent de bouche en bouche) est déclarée accident du travail par trois jugements successifs et confirmés en appel en 1898,

## Personnalités verrières
- Charles Delzant
- Alfred Labille
- Raoul Hancart
- Prosper Chartier
- Georges Despret
- Eugène-François de Dorlodot
- Charles Goniaux
- Émile Gobbe
- Louis-Charles-Marie Champigneulle maître-verrier pour les vitraux de l'église Saint-Pierre de Bouvines et l'église Saint-Vaast de Béthune.
- Stéphane Palaude docteur en histoire de l'université de Lille III. Président fondateur de l’Association de médiatisation des arts du verre par l’étude, la recherche et la réalisation d’événements (AMAVERRE), membre fondateur de l’association Verre & Histoire, membre de l’Association française pour l’archéologie du verre (AFAV), membre de l’association GenVerre, il multiplie recherches et communications pour faire connaître la richesse verrière de l’Aisne et du Nord.

## Quelques curiosités verrières

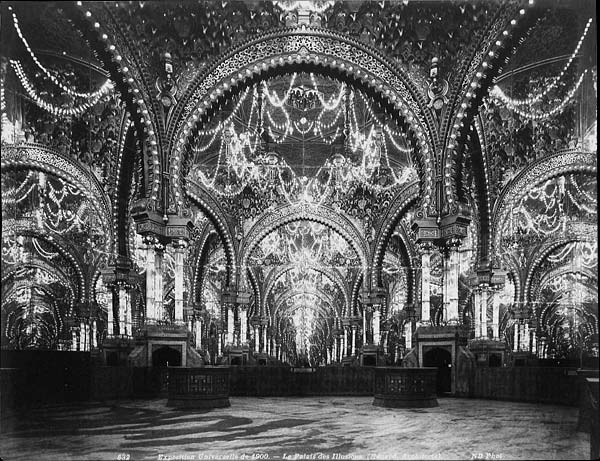
Palais des illusions

- La cheminée de Verre : Les établissements Arbel de Douai font construire vers 1894 une monumentale cheminée en verre grâce à des sous-produits de fabrication sans valeur. C'est le laitier de hauts-fourneaux qui a la qualité d'un verre noir. Ce laitier est coulé en blocs qui seront maçonnés et renforcés par des cercles et chaînage de fer[h 45]
- Palais des illusions de l'architecte Eugène Hénard pour l'exposition universelle de 1900 avec ses 72 miroirs fournis et posés par Saint-Gobain et l'éclairage électrique posé par A. et G. Martine de Lille[h 46].